# Westlicher Maiswurzelbohrer

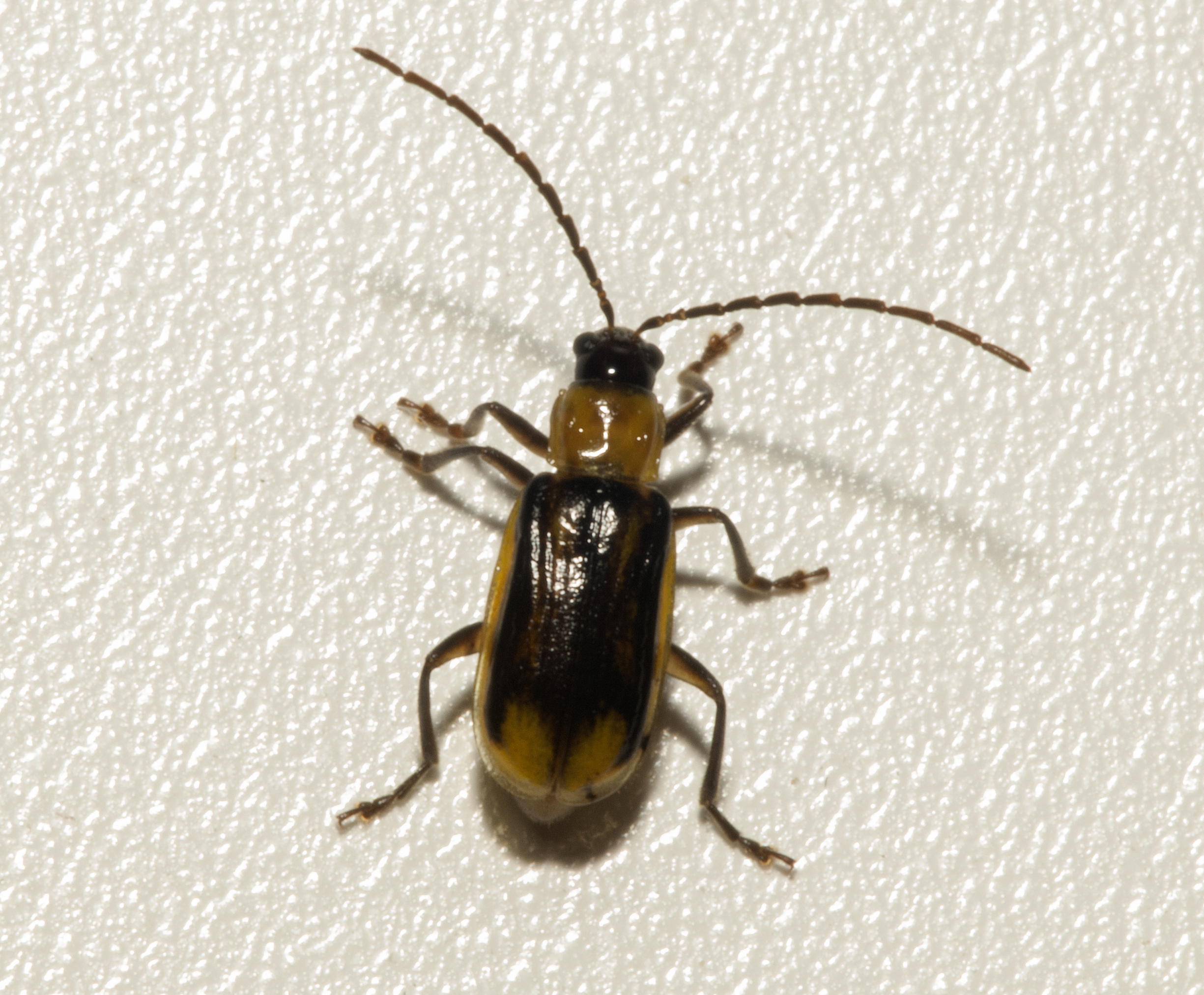
Westlicher Maiswurzelbohrer

Der Westliche Maiswurzelbohrer (Diabrotica virgifera) ist eine Käferart aus der Familie der Blattkäfer (Chrysomelidae). Er war ursprünglich im mittleren Amerika angesiedelt und breitete sich als sogenannter Western Corn Rootworm schnell über die USA und Kanada im Maisanbau aus. Seit Beginn der 1990er Jahre ist er auch in Europa eingebürgert und schädigt ebenfalls in zunehmendem Maß Maisanbauflächen.

## Merkmale
Der Maiswurzelbohrer ist etwa 5 mm lang und hat eine gelbschwarze Färbung und charakteristische Fühler, welche den Körper oft überspannen. Abdomen und Beine sind gelb. Chavicol ist für ihn ein Lockstoff.

## Wirtspflanzen
Hauptnahrungspflanze der Käferlarven ist Mais (Zea mays). Daneben ernährt sich der Käfer selbst auch von Pollen von Amaranthus sp., Chenopodium album (Weißer Gänsefuß), Ambrosia artemisiifolia (Beifußblättriges Traubenkraut), Xanthium strumarium (Gemeine Spitzklette) und Helianthus annuus (Sonnenblume) sowie verschiedenen Curcubitaceen (Kürbis, Melone, Gurke, Zucchini), Sojabohne und Luzerne. Im Jahr 2001 wurden die Käfer beispielsweise in Pheromonfallen nachgewiesen, welche zwischen Soja, Sonnenblumen und Getreide aufgestellt waren.

## Herkunft
Die Art stammt aus Zentralamerika (Guatemala, Nicaragua, Costa Rica). Die erste Sichtung erfolgte 1867 in Kansas an einem wilden Kürbis (Cucurbita foetidissima). Von dort breitete sich der Käfer in die Kornkammern im Norden aus. Bis 1909 trat er nur östlich der Rocky Mountains auf, verbreitete sich im Lauf der Jahre aber bis zur Ostküste. Der Maiswurzelbohrer befiel seit 1955 fortschreitend alle bedeutenden Anbauzonen für Mais in den USA und Kanada (Ontario), womit der Käfer zum bedeutendsten Maisschädling avancierte.

## Befallene Gebiete in Europa
Von seinem ursprünglichen Herkunftsgebiet ausgehend erfolgte 1992 der Übertritt nach Europa. 2002 wurde er erstmals bei Paris nachgewiesen, inzwischen ist der Maiswurzelbohrer aber europaweit verbreitet. Genanalysen haben gezeigt, dass es sich bei den in Europa vorkommenden Käfern um Nachfahren aus mindestens drei unterschiedlichen Populationen und somit Einschleppungsereignissen handelt.

### Stark betroffen
Jugoslawien (1998), Kroatien (1995), Bosnien-Herzegowina (1997), Ungarn (1992)

### Expandierend
Rumänien (1996), Bulgarien (1998), Slowakei (2000), Ukraine (2001), Italien (1998), Tschechien (2002), Österreich (2002), Slowenien (2003), Polen (2010)

### Punktuelle Erscheinungen
Inzwischen fanden sich weitere befallene Felder in Italien (1998), Schweiz (2000), Frankreich (2002), Serbien (1992), Montenegro (1998), Belgien (2003), Niederlande (2005) und Großbritannien (2003). In Deutschland wurde der Käfer erstmals 2007 im Ortenaukreis nachgewiesen. Anfang August 2007 wurde der Maiswurzelbohrer erstmals in Oberösterreich beobachtet. Von dort breitete er sich im Inn- und Donautal bis nach Deutschland aus. In der Nähe von Passau wurden seit dem 14. August 2007 schon über 100 Käfer nachgewiesen. Im Bodenseekreis ist der Schädling Ende August 2007 aufgetreten. Der Befallsherd liegt in der Nähe von Salem zwischen Frickingen und Altheim. Am 5. September 2011 hat der Pflanzenschutzdienst Rheinland-Pfalz in der Gemarkung Bodenheim erstmals einen Käfer in einer Lockstofffalle gefangen. Im August 2012 wurden in der Südpfalz zwei Käfer gefangen.

### Schadensberichte
In der Lombardei wurden 2009 mindestens 30 % der Ernte vernichtet (entsprechend 1 Mio. Tonnen). Die betroffene Poebene wurde offiziell als Katastrophengebiet eingestuft, Quarantänemaßnahmen gemäß den EU-Vorschriften angeordnet und ein zweijähriges Anbauverbot verhängt.

## Ausbreitung

### Natürlich
Auf natürliche Weise verbreiten sich die Käfer fliegend. Die Flugzeit reicht von Juli bis Oktober. Während eines Einzelfluges können bis zu 25 Kilometer zurückgelegt werden. Die stark befallenen Areale werden jedes Jahr um 40 bis 80 Kilometer erweitert.
Die natürliche Ausbreitung in Europa lässt sich nach heutiger Einschätzung nicht mehr aufhalten, nur noch verzögern. Es steht zu befürchten, dass die Ausbreitung des Käfers in Europa auf lange Sicht ähnliche Folgen für den Maisanbau haben wird wie in den USA.

### Verschleppung
Der Maiswurzelbohrer ist ein Beispiel für eine invasive Spezies, also Tiere oder Pflanzen, welche vom Menschen in Gebiete verbracht worden sind, in denen sie ursprünglich nicht vorkamen. Die Verschleppung über Transportmittel wie Flugzeug, Eisenbahn, Schiff und Auto spielt dabei eine wichtige Rolle. So wird angenommen, dass der Käfer vom amerikanischen Kontinent per Flugzeug nach Europa gelangt ist. Der erste Befall 1992 nahe dem Belgrader Flughafen stützt diese Theorie des Entomologen Baca Franja. Zu dieser Zeit landeten dort Flugzeuge mit Hilfslieferungen aus den USA wegen des damals tobenden Balkankrieges. Dass die in Europa betroffenen Länder teilweise nicht benachbart sind, weist ebenfalls auf die Verbreitung der Käfer über moderne Transportmittel hin.

## Symptome
Befallene Maispflanzen lassen sich leicht aus der Erde ziehen, da das Wurzelsystem nicht mehr intakt ist. Ein Röhrensystem im Wurzelwerk ist typisches Symptom des Befalls. Auch der Gänsehals (goose-necking) gilt als Hinweis.

### IOWA-Skala
Zur Einordnung der Schädigung entwickelte die Universität von Iowa eine ebenso genannte Skala. Diese ist inzwischen nur mehr dreiteilig, doch hält sich nach wie vor in Europa die ursprünglich sechsteilige Variante zur Bestimmung der Schäden durch die Larven des Maiswurzelbohrers:
- 1.0 ohne Wurzelfraß
- 1.5 einige Fraßspuren
- 2.0 maximal drei Wurzeln geringfügig angenagt
- 2.5 mehr als drei Wurzeln geringfügig angenagt, aber keine bis auf vier Zentimeter vom Stängel
- 3.0 maximal drei Wurzeln angenagt unter vier Zentimeter vom Stängel entfernt
- 3.5 mehr als drei Wurzeln angenagt unter vier Zentimeter vom Stängel entfernt
- 4.0 ein ganzer Wurzelring angenagt
- 4.5 1,5 Wurzelringe
- 5.0 2 Wurzelringe
- 5.5 2,5 Wurzelringe
- 6.0 mehr als drei Wurzelringe komplett zerstört

#### Schadensschwelle
Nach der Skala der Schadschwelle im Pflanzenbau genügt hinsichtlich der Käferpopulation ein Befall von 0,6 Käfern pro Pflanze, um einen wirtschaftlichen Schaden hervorzurufen.

## Schädigungen
Es kommt zur Schädigung sowohl (in der Hauptsache) durch die Larven als auch durch die Käfer, welche sich in ihrem zeitlichen Auftreten abwechseln. Die Larven sind auf Mais und verwandte Süßgräser (Poaceae) spezialisiert, die erwachsenen Käfer aber weitaus anpassungsfähiger bezüglich der Nahrungspflanzen. Das volle Ausmaß des Schadens ergibt sich etwa fünf Jahre nach dem Erstbefall.

### Larven
Die Weibchen legen im Spätsommer nach der Paarung (nach zwei Wochen Reifungsfraß) etwa 500 Eier (Durchmesser 0,5 Millimeter) in der Nähe einer Maispflanze ab. Die Junglarven können sich allerdings auch von Gräsern (Hirse, Kolbenhirse und Borstenhirse) und Getreide (Weizen) ernähren. Die im August ausgesetzten Eier überwintern im Boden in einer Tiefe von 10 bis 30 Zentimetern. Je trockener der Boden, desto tiefer finden sich die Eier. Etwa fünf Prozent der Eier finden sich außerhalb von Maisfeldern. Diese entwickeln sich bis zum Mai des nächsten Jahres, wenn die Bodentemperatur nicht unter minus zehn Grad sinkt. Manche Eier überliegen ein Jahr – sie überdauern also zwei Winterperioden.
Der Schlupf der Larven erfolgt – abgestimmt auf die lokalen Temperaturverhältnisse – bis Juli.
Die Larven entwickeln sich in drei jeweils durch Häutungen getrennten Stadien und reifen in 40 Tagen zum Käfer heran:

#### Erststadium
Die geschlüpften Larven können bis zu einem Meter weit wandern und fallen dann über die Haupt- und Luftwurzeln der Maispflanze her. Bei starkem Befall stirbt die Pflanze, da das geschädigte Wurzelwerk den Wasser- und Nährstoffbedarf der oberirdischen Pflanzenteile nicht mehr decken kann.

#### Zweitstadium
Ältere Larven fressen sich im zweiten Larvenstadium zum Wurzelherzen vor und schädigen damit die Pflanze direkt. Der Name Maiswurzelbohrer deutet schon an, dass sich die Larven regelrecht in das Wurzelwerk hineinbohren und ein typisches Röhrensystem in der befallenen Wurzel hinterlassen. Wurde das gesamte Wurzelwerk abgefressen spricht man vom (engl.) "root pruning".
Mangels Abstützung durch die zerstörten Wurzeln kippen die Pflanzen oft schon bei leichtem Wind um (Lagerung); bei starkem Befall kann dies drei Viertel der Anbaufläche betreffen. Umgefallene aber nicht allzu stark geschädigte Pflanzen richten sich wieder auf und zeigen dann einen Krummwuchs, den sog. Gänsehals. In diesem Zustand können herkömmliche landwirtschaftliche Maschinen den Mais nicht mehr korrekt abernten.
Durch den Fraß kommt es darüber hinaus auch zu Pilzinfektionen der Pflanze.

#### Drittstadium
Nach der Fressphase an der Maispflanze verpuppen sich die Larven für eine Woche im Boden. Aus den etwa vier Millimeter langen Puppen schlüpfen nach dem dritten Larvenstadium die flugfähigen, adulten Käfer. Sie paaren sich meist bereits am ersten Tag und sind bis zum Spätherbst, also bis zum Frosteinbruch, anzutreffen.

### Käfer
Die adulten Käfer bevorzugen als Nahrung insbesondere Narbenfäden (die weichen "Haare" am Maiskolben) der weiblichen Blütenstände (silk clipping an den Infloreszenzen) und den Pollen. Neben der Schädigung der Narbenfäden befallen sie noch milchreife Maiskörner (Schadfraß an den jungen, weichen, also saftigen Maiskörnern). Haben die Pflanzen noch keine Blütenorgane ausgebildet, so kommt es zum Fensterfraß an jungen Blättern der Maispflanze.
Starker Fraß an den Narbenfäden hat Auswirkungen auf die Befruchtung der betroffenen Pflanze. Die geschädigte Maispflanze bildet kaum mehr Körner am Maiskolben aus. Oft nehmen die verbleibenden Körner durch nachfolgende Pilzinfektionen unnatürliche Formen an. Dies führt in der Regel zum Ausfall eines Drittels des Ertrags.
Die Käfer verschmähen auch Pollen von anderen Pflanzenarten nicht. Sie weichen auch auf Korbblütler (Asteraceae), Hülsenfrüchtler (Fabaceae) und Kürbisgewächse (Cucurbitaceae) aus.

### Schädigungen
In Österreich schätzt man den Ertragsverlust auf bis zu 75 Mio. €. Global sind geschätzt 20 Mio. Hektar Mais vom Maiswurzelbohrer befallen und werden mit Insektiziden behandelt (Fuller et al. 1997). Allein 14 Mio. Hektar – und damit jährliche Ausfälle in Höhe von etwa einer Mrd. US$ – liegen in den USA (MetCalf, 1986). Deshalb trägt der Schädling auch den Titel "Eine-Milliarde-Dollar-Käfer".
Durchschnittlich zehn Prozent der Ernte auf befallenen Flächen sind verloren. In Einzelfällen beträgt die Quote allerdings bis zu 90 Prozent, so zum Beispiel in Serbien und Ungarn.
Sollte der Käfer stärker nach Deutschland vordringen, so wären laut biologischer Bundesanstalt für Land- und Forstwirtschaft ein Viertel der 1,5 Mio. Hektar Maisflächen akut bedroht. Die EU schätzt derzeit die zu erwartenden Schädigungen auf eine halbe Milliarde €.

## Bekämpfung
Der Maiswurzelbohrer hat in Europa keine natürlichen Feinde. Am nachhaltigsten wirkt die Fruchtfolgenwirtschaft mit mindestens dreijährigem Verzicht auf Maisanbau. Demgegenüber stellen Insektizidanwendungen als weitere Option einen empfindlichen Eingriff in die Ökologie der betroffenen Maisschläge dar und können im Habitat befindliche Nahrungsketten stark schädigen.

### Durch Fruchtfolge
Der Schädling breitet sich besonders auf Monokulturen aus und ist relativ einfach durch Einhaltung der Fruchtfolge einzudämmen. Durch die Wechselfruchtwirtschaft, also den Anbau von Mais nur alle drei Jahre, wird den Larven und dem Käfer auf natürliche Weise die Nahrung entzogen. Wegen mangelndem Wanderungsvermögen verhungern die Larven des Vorjahres nach dem Schlupf, da sie nicht die Wirtspflanzen vorfinden, welche sie zu ihrer Entwicklung benötigen.
In Österreich ergab sich, dass durch die Einhaltung einer Fruchtfolge mit geringem Maisanteil die Ausbreitung des Schädlings auf 15 Kilometer pro Jahr eingedämmt werden konnte. In der Schweiz konnte der Befall durch Fruchtfolgeneffekte erfolgreich beseitigt werden.
Einkeimblättrige Folgefrüchte, wie Getreide, können dem Käfer allerdings als Nahrung dienen. Deshalb sind zweikeimblättrige Fruchtfolgen vorzuziehen.
Nachteile einer zweijährigen Fruchtfolge: Von 1960 bis 1990 erwies sich in den USA die Fruchtfolge Mais auf Soja als erfolgreich. Doch ergab sich dadurch ein so großer Selektionsdruck, dass ein neuer, rotationstoleranter Biotyp von Diabrotica entstand, dessen Weibchen ihre Eier auch in Sojafeldern ablegten, so dass die Larven Maispflanzen als Nahrungsquelle vorfanden.

### Chemisch

#### Durch Spritzung
In Anbaugebieten ohne Fruchtfolge können Insektizide zur Anwendung kommen. Da Mais etwa zwei Meter groß wird, ist es schwierig, die Nutzflächen zu spritzen, um die Befruchtung zu gewähren oder den Befall im Folgejahr einzudämmen. In den USA kommt es dabei zum Einsatz von Flugzeugen und Hubschraubern. Es ist auch möglich, gegen die Käfer mit Stelzentraktoren oder normalen Traktoren mit hochgestelltem Spritzgestänge vorzugehen. Wegen dieser Schwierigkeiten ist das vorsorgende Beizen des Saatgutes wohl am wenigsten aufwendig. Nach dem Beizen ist auch die Unterblattspritzung überflüssig, somit entfallen insektizide Anwendungen der Blätter der Kulturpflanze im frühen Stadium.
Laut Österreichischer Agentur für Gesundheit und Ernährungssicherheit (AGES) haben chemische Applikationen in den USA einen Wirkungsgrad von 60 bis 80 %, in Europa werden 60 bis 90 % angegeben. In Nebraska finden sich inzwischen gegen die Wirkstoffe Parathion-methyl (ME 605) und Carbaryl resistente Maiswurzelbohrer.
Weltweit kommen etwa 5.000 Tonnen Wirkstoffe auf 5 Millionen Hektar gegen den Maiswurzelbohrer zum Einsatz.
Bei der Erstsichtung im Elsass versprühten mehrere Hubschrauber 1,5 Tonnen des Pyrethroids Lambda-Cyhalothrin (Karate Zeon).
Zum Einsatz kommen auch systemisch wirkende Neonicotinoide, wie zum Beispiel Clothianidin (Poncho). Die Mittel sind als Granulat oder flüssig zu erhalten. Der Keimling und die Jungpflanze nehmen den Abwehrstoff über die Wurzeln auf und integrieren ihn in ihrem Gewebe. Systemisch bedeutet, dass sich der Wirkstoff gleichmäßig auch auf unbehandelte Gewebeflächen oder hinzugewachsene Teile der Pflanze verteilt. Der saugende und fressende Schädling unterbricht nach Kontakt mit dem Wirkstoff sofort die weitere Nahrungsaufnahme.

#### Beize des Saatgutes
Agrokonzerne wie Bayer CropScience empfehlen inzwischen, alle Samen mit Clothianidin zu beizen, um einem Befall durch die Larven vorzubeugen. In Nordamerika erhielt das Mittel bereits 2003 eine Zulassung, 2005 wurde es nun auch in Deutschland freigegeben. In Österreich ist seit 2005 die Beize des Samens von Mais mit Clothianidin Vorschrift.
Im Mai/Juni 2008 kam es im Rheintal bei der Aussaat von mit Clothianidin gebeiztem Mais zu einem massiven Bienensterben, was nachweislich auf diesen Wirkstoff zurückzuführen war. Grund hierfür war nach Angabe des Herstellers eine fehlerhafte Behandlung einiger Saatgutchargen. In Verbindung mit bestimmten Sämaschinen, großer Trockenheit und starkem Wind hatte dies zu einem erhöhten Staubabrieb geführt. Daraufhin wurde die Zulassung für alle Saatgut-Beizmittel mit dem Wirkstoff Clothianidin ausgesetzt. Nur einige Wochen später wurden die Mittel aber für bestimmte Anwendungen wieder zugelassen, zum Beispiel bei der Aussaat von Winterraps.

#### Mit Botenstoffen (Semiochemikalien)
Die USA arbeiten gegenwärtig an einem Botenstoff, also einer natürlichen Verbindung, welche das Verhalten eines Tieres ändert. Zum Einsatz kommen dabei Cucurbitacine, eine Wirkstoffgruppe bestimmter Kürbispflanzen, welcher in Kombination mit Carbaryl den Maiswurzelbohrer zum Fressen anhält. Dadurch soll der Schädling auf dem befallenen Feld gehalten und ein Befall benachbarter Regionen verhindert werden. Das Mittel wird vertrieben unter der Marke Slam. In Ungarn werden Invite EC und Cidetrak getestet, welche jedoch bienengefährlich sind.

### Transgener Mais
→ Hauptartikel: Transgener Mais
Der Einsatz von Bt-Mais ist eine weit verbreitete Alternative zur Bekämpfung von Maiswurzelbohrer und Maiszünsler. Seit 2011 sind aber Resistenzen gegen das Bacillus thuringiensis-Toxin bei Maiswurzelbohrern aus den USA beschrieben.

### Biologisch
In den USA wurden als natürliche Gegenspieler bestimmte Laufkäfer, Kurzflügelkäfer, Raubfliegen, parasitische Wespen (Braconidae), Spinnen und Fadenwürmer (Nematoden) nachgewiesen. Zudem erkranken die Schädlinge auch an entomopathogenen Pilzen wie (Beauveria und Metarhizium).
Entomopathogene Nematoden sind mit gutem Erfolg in Ungarn, Österreich und Italien getestet worden. Ein erstes Produkt auf Basis des Nematoden Heterorhabditis bacteriophora namens dianem ist seit 2012 im Handel. Die Nematoden werden mit der Aussaat direkt in die offene Saatfurche appliziert und parasitieren die Larven des Maiswurzelbohrers. Die Fadenwürmer dringen in die Larven ein und sondern dort ein symbiotisches Bakterium ab. Nach 1–2 Tagen sterben die Maiswurzelbohrer an dieser Infektion. Die Nematoden vermehren sich in den Larven, verlassen die toten Insekten und parasitieren weitere Diabrotica-Larven. Durch die fortlaufende Vermehrung entsteht eine nachhaltige Wirkung, eine Resistenzbildung findet nicht statt. Heterorhabditis bacteriophora sind für Menschen und Tiere ungefährliche Nützlinge. Auch der Einsatz von Pflanzenextrakten wie Pyrethrine oder Rotenon haben Erfolge gegen den Maiswurzelbohrer gezeigt. Diese Bekämpfung erwies sich jedoch als zu teuer und damit unwirtschaftlich. Laut österreichischer Agentur für Gesundheit und Ernährungssicherheit laufen momentan europäische Untersuchungen über den Einsatz einer parasitischen Fliege (Familie Tachinidae), welche in Mexico ein natürlicher Feind des Maiswurzelbohrers ist.
In Österreich wurde zum Schutz vor dem Maiswurzelbohrer ein Produkt entwickelt, das die Verwirrmethode (engl. "Mating disruption") für den Ackerbau anwendbar macht: Die weiblichen Käfer verströmen Duftstoffe, so genannte Pheromone, um die Männchen anzulocken. Bringt man in ein Maisfeld eine höhere Konzentration künstlich hergestellter Pheromone aus, so werden die männlichen Tiere orientierungslos, finden nicht mehr zu den Weibchen und werden generell sexuell inaktiver. Dadurch wird die Vermehrung des Schädlings behindert. Die Ausbringung erfolgt auf einem speziellen Mineral als Trägermaterial, wodurch fast über die ganze Flugzeit des Maiswurzelbohrers ein "slow-release" Effekt erzielt wird. Außerdem wird dadurch die Applikation per Spritzen mit einer hohen Wirtschaftlichkeit ermöglicht. Dieses Produkt kommt seit 2015 zum Einsatz.

## Monitoring
Der Käfer kann bei punktuellem Befall ausgerottet werden. Deshalb setzt die EU auf das Verfahren des Monitorings, also die gezielte Überwachung potenzieller Risikogebiete (Maisfelder und Umschlagplätze wie Flug- und Schiffhäfen, Kasernen, Autobahnraststätten). Verwendung finden dabei Lockstofffallen, welche Pheromone beinhalten und damit männliche Käfer anlocken. Zum Einsatz kommen in Europa in der Regel Lockstofffallen, welche an der Universität Budapest vom Plant Protection Institute of the Hungarian Academy of Science entwickelt wurden. In Deutschland wird das Monitoring seit 1997 betrieben; in den zuletzt mehr als 1100 Fallen wurde bis 2006 kein Befall nachgewiesen, 2007 wurde er im Ortenaukreis entdeckt.
Der Frankfurter Flughafen ist zwar Drehpunkt der deutschen Luftfahrt, doch liefert er kein Gefahrenpotenzial, weil er von kilometerbreiten Wäldern umgeben ist, welche dem Schädling keine Nahrung anbieten.

### Quarantänevorschrift der EU
Der Westliche Maiswurzelbohrer war bis 2014 meldepflichtig. Falls die Ausrottung misslang, war der betroffene Staat verpflichtet, jeder Ausbreitung entgegenzuwirken. Der Schädling galt in der EU bis dahin als Quarantäneschadorganismus.
Die Entscheidung der Kommission vom 24. Oktober 2003 regelte die Sofortmaßnahmen gegen die Ausbreitung des Schadorganismus Diabrotica virgifera bei punktuellem Auftreten (also nicht bei natürlicher Ausbreitung wie z. B. in Österreich):

#### In der Befallszone
Im Radius von einem Kilometer um den Befall kam es zum zweijährigen Einsatz von Insektiziden, die Ernte wurde beschränkt, um die Schädlinge nicht aufzuscheuchen und so weiterzuverbreiten. Stichtag war der 1. Oktober. Es galt die verpflichtende Anwendung der dreijährigen Fruchtfolge in den Folgejahren, die ab Aufhebung der Verordnung nur noch als Empfehlung ausgesprochen wird. Landwirtschaftliche Gerätschaften waren noch innerhalb der Befallszone zu reinigen. Erde oder Pflanzenstängel durften nicht aus dem betroffenen Gebiet verbracht werden.
Dies galt insbesondere für die Monokulturen in Rheinebene, Bayern und Norddeutschland. Ein Drittel der deutschen Maisanbauflächen sind Monokulturen. Ökologisch betriebene Landwirtschaften dürfen nach erfolgter Einschleppung nur pyrethrinhaltige Insektizide anwenden, um ihre Zulassung zu behalten.

##### Maisanbauverbote in Baden-Württemberg
Für 2008 und 2009 wurden seitens des Regierungspräsidiums Freiburg für den Ortenaukreis und seitens des Regierungspräsidiums Tübingen für den Bereich Überlingen-Lippertsreute (Bodenseekreis) Maisanbauverbote verhängt. Hiergegen klagten 17 Landwirte aus dem Raum Lahr vor dem Verwaltungsgericht Freiburg sowie 9 Landwirte aus dem Bodenseekreis vor dem Verwaltungsgericht Sigmaringen. Beide Gerichte bestätigten die von den Regierungspräsidien getroffenen Maßnahmen als rechtmäßig.

#### In der Sicherheitszone
Weitere fünf Kilometer um die Befallszone lag die Sicherheitszone. Hier waren eine mindestens zweijährige Fruchtfolge einzuhalten oder aber alternativ für zwei Jahre Insektizide einzusetzen. Die Aufstellung von Pheromonfallen war hier verpflichtend.

### Quarantänevorschriften und Maßnahmen der Schweiz
In der Schweiz ist der Maiswurzelbohrer per 2019 weiterhin als Quarantäneschaderreger klassifiziert. Seit 2003 wurden in Pheromonfallen Exemplare dieser Art in mehreren Kantonen der Schweiz nachgewiesen. Um die Ausbreitung zu verhindern sind umfangreiche Maßnahmen geregelt: „Gemäss Anhang 1, Teil A der Verordnung über Pflanzenschutz vom 27. Oktober 2010, PSV; SR916.20 gilt der MWB als besonders gefährlicher Schadorganismus, dessen Meldung und Bekämpfung in der Schweiz obligatorisch ist.“

## Forschung
Inzwischen wurde die Dringlichkeit des Problems erkannt, und es werden intensiv Lösungsansätze gesucht.
Erwähnenswert sind das Projekt DIABR-ACT der EU, welches die Universität von Göttingen in Deutschland und das Institut ARVALIS in Frankreich koordinieren sowie der FAO Trust Fund for Food Security and Food Safety, welcher im osteuropäischen Bereich (Bulgarien, Bosnien-Herzegowina, Kroatien, Rumänien, Serbien und Montenegro, Slowakei und Ungarn) angesiedelt ist.

## Weitere Einordnungen
- Bayer AG Code: DIABVI
- Pflanzenschutzorganisation für Europa und den Mittelmeerraum A2 Liste: Nr. 199

## Presse
- Bernd Dörries: Der Eine-Milliarde-Dollar-Käfer. In: Süddeutsche Zeitung, Nr. 213, 15./16. September 2007, S. 12.